# Jorge Mayer
Jorge Mayer (San Miguel Arcángel, Provincia de Buenos Aires, 20 de noviembre de 1915-25 de diciembre de 2010) fue el arzobispo emérito de la Arquidiócesis de Bahía Blanca, Argentina.

## Biografía
Nació el 20 de noviembre de 1915 en San Miguel Arcángel, partido de Adolfo Alsina,
provincia de Buenos Aires, siendo descendiente de alemanes del Volga.
El 24 de marzo de 1940 fue ordenado sacerdote, y el 9 de julio de 1957, obispo de la Diócesis de Santa Rosa, Provincia de La Pampa.
El 31 de mayo de 1972 el Papa Pablo VI lo ordenó Arzobispo de Bahía Blanca, para continuar con la tarea de Germiniano Esorto. Finalizó su actividad pastoral el 31 de mayo de 1991, momento en que cumplió los 80 años como estableció el Papa. Fue sucedido por Rómulo García, llegando a ser entonces Arzobispo Emérito cuando cesó de trabajar de manera activa en 2006, a pesar de su edad.
Como lengua materna, Mayer hablaba español como así también el idioma alemán. La fluidez con que hablaba y escribía en italiano también le fue útil a lo largo de su carrera. Durante la década de 1980 y la de 1990, envió muchos grupos de peregrinos desde Bahía Blanca a Israel, enriquecidos por la visita a los Lugares Sagrados y por las enseñanzas de muchos aspectos de la vida de Jesús.
Falleció el 25 de diciembre de 2010. Está enterrado en la Catedral de Nuestra Señora de la Merced (Bahía Blanca).